# Сорокин, Валентин Дмитриевич
Валенти́н Дми́триевич Соро́кин (2 марта 1924, дер. Березняги, Калачеевский район, Воронежская область — 6 апреля 2006) — советский и российский юрист, специалист по административно-процессуальному праву, а также по проблемам общей теории права, доктор юридических наук (1967); профессор юридического факультета ЛГУ и проректор Ленинградской высшей партийной школы; профессор Санкт-Петербургского университета МВД России (1992). Заслуженный деятель науки Российской Федерации (1999).

## Биография
Валентин Сорокин родился 2 марта 1924 года в деревне Березняги, являвшейся в те годы частью Калачевского уезда Воронежской губернии, в семье местного фельдшера. В 1941 году в Пятигорске Валентин получил аттестат о среднем образовании; в том же году он стал студентом математического факультета Пятигорского педагогического института. Во время Великой Отечественной войны, 27 июля 1942 года, он был призван в РККА: служил в частях зенитной артиллерии; участвовал в боевых действиях на Кавказе, под Белградом и Будапештом; май 1945 года встретил в окрестностях города Братислава. За боевые заслуги был награжден двумя медалями «За отвагу», а также — медалями «За боевые заслуги» и «За оборону Кавказа».
После своей демобилизации, состоявшейся в сентябре 1946 года, Сорокин сменил направление обучения: он стал студентом Ленинградского юридического института имени М. И. Калинина; после получения высшего образования был рекомендован для поступления в аспирантуру. В 1950 году стал аспирантом на кафедре государственного права, являвшейся частью юридического факультета Ленинградского государственного университета имени А. А. Жданова (ЛГУ). Через три года, в 1953, защитил в юридическом институте кандидатскую диссертацию, выполненную под научным руководством профессора Георгия Петрова, по теме «Коллегиальность и единоначалие в советском социалистическом государственном управлении» — стал кандидатом юридических наук.
В период с 1954 по 1975 год Сорокин работал на юридическом факультете ЛГУ: сначала являлся ассистентом, затем — доцентом. Спустя 15 лет после защиты кандидатской, в 1967 году, успешно защитил в ЛГУ докторскую диссертацию по теме «Вопросы теории советского административно-процессуального права» — стал доктором юридических наук (1968). В докторской обосновал «управленческую» природу административного процесса, рассматривая его как «юридическую форму исполнительной власти»; был избран профессором юридического факультета в 1971 году. В период с 1975 по 1989 год занимал пост профессора, а затем и проректора (с 1978) в Ленинградской высшей партийной школе.
В период распада СССР, в 1991 году (по другим данным — в 1992), стал профессором на кафедре административного права Санкт-Петербургского университета МВД России. До этого состоял ведущим экспертом-консультантом в юридическом комитете, созданном при мэрии города Санкт-Петербург, которой руководил Анатолий Собчак. С 1980 до 1992 год Сорокин являлся главой Ленинградского отделения Ассоциации советских юристов (сегодня — Ассоциация юристов Санкт-Петербурга и Ленинградской области); получил почётное звание «Заслуженный деятель науки России». Скончался 6 апреля 2006 года.

## Работы
Валентин Сорокин являлся автором и соавтором более 130 научных работ, включая десять монографий и два учебных пособия; специализировался на вопросах административно-процессуального права и проблемах общей теории права — внёс вклад как в разработку концепции административно-процессуального права, так и в концепцию единого предмета и единого метода правового регулирования:
- «Проблемы административного процесса» (М., 1968);
- «Административно-процессуальные отношения» (Л., 1968);
- «Административно-процессуальное право» (М., 1972);
- «Метод правового регулирования: теоретические проблемы» (М., 1976);
- «Советское административное право. Особенная часть» (Киев, 1982);
- «Административный процесс и административно-процессуальное право» (СПб., 2002);
- «Правовое регулирование: предмет, метод, процесс» (СПб., 2003).